# Banglapedia
Banglapedia: die Nationale Enzyklopädie von Bangladesch (Originaltitel bengalisch বাংলাপিডিয়া) ist die erste Enzyklopädie von Bangladesch, die in gedruckter Form, auf CD-ROM und Online in Bengali und Englisch erhältlich ist. Die gedruckte Ausgabe umfasst vierzehn 500-seitige Bände. Die erste Ausgabe wurde im Januar 2003 in zehn Bänden von der Asiatic Society of Bangladesh veröffentlicht, mit dem Plan, sie alle zwei Jahre zu aktualisieren. Die zweite Ausgabe wurde 2012 in vierzehn Bänden veröffentlicht.
Banglapedia wurde nicht als allgemeine Enzyklopädie konzipiert, sondern als Fachenzyklopädie zu Themen aus Bangladesch. Für die Zwecke der Enzyklopädie wird Bangladesch als das Gebiet definiert, das in historischer Abfolge das alte Ostindien, das bengalische Sultanat, die bengalische Subah, die bengalische Präsidentschaft, Ostbengalen, Ostpakistan und das unabhängige Bangladesch umfasst.

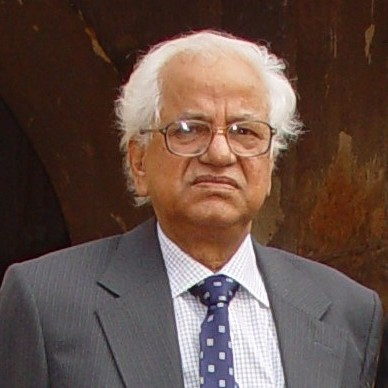
Sirajul Islam (2010)

Chefredakteur der Enzyklopädie ist Sirajul Islam. Über 1450 Autoren und Fachleute aus Bangladesch und dem Ausland haben an der Erstellung der Einträge mitgewirkt. Banglapedia verfügt über 5.700 Einträge in sechs redaktionellen Kategorien,  die jeweils von einem Fachredakteur betreut werden, sowie über 2.000 ein- und vierfarbige Illustrationen und 2.100 Querverweise.
Das Projekt wurde von der Regierung von Bangladesch, privaten Organisationen, akademischen Instituten und der UNESCO finanziert. Obwohl das ursprüngliche Budget 800.000 Taka (ca. 10.000 US-Dollar) betrug, gab die Asiatic Society of Bangladesh schließlich 80 Millionen Taka (ca. 1 Million US-Dollar) für das Projekt aus. Trotz Kontroversen über Einträge zum Befreiungskrieg in Bangladesch und zu indigenen Völkern wurden sowohl die bengalische als auch die englische Version nach der Veröffentlichung populär.

## Entwicklung
Das Banglapedia-Projekt entstand, als die Asiatic Society of Bangladesh 1991 an einer dreibändigen Studie mit dem Titel History of Bangladesh, 1704–1971 arbeitete. Die Herausgeber sahen die Notwendigkeit eines Standard-Nachschlagewerks, da dieses Projekt mühsam voranschritt und Fakten aus verschiedenen Bibliotheken zusammengetragen wurden. Die Idee führte schließlich zu einem Konzeptpapier, das von Sirajul Islam und seinen Kollegen ausgearbeitet und der Asiatic Society of Bangladesh Anfang 1994 vorgelegt wurde. Das Banglapedia-Projekt wurde am 19. Februar 1997 offiziell angenommen und Sirajul Islam wurde zum Projektleiter und Chefredakteur ernannt. Als Leiter des Ausschusses für die Projektdurchführung hatte er die Aufgabe, die Projektfinanzierung zu planen und zu verwalten. Im Jahr 1996 wurden etwa drei Dutzend Ausschüsse mit jeweils drei bis vier Personen gebildet, die Empfehlungen für die Einträge abgeben sollten. Es wurden 27.0000 Einträge vorgeschlagen, was ein 20-bändiges Kompendium erforderte. Aus finanziellen Gründen wurde die Zahl der Einträge auf etwa 6.000 reduziert. Das Projekt wurde 1998 offiziell gestartet.
Als das Projekt begann, hatte die Asiatic Society of Bangladesh nur 800.000 Taka für das Projekt in ihrer Kasse. Banglapedia sammelte weitere Beiträge von Universitäten, Banken, multinationalen Unternehmen, internationalen Organisationen und sogar von Privatpersonen. Eine Reihe von Einrichtungen, darunter die UNESCO, die University Grants Commission, Universitäten, Finanzinstitute und NGOs, finanzierten das Projekt, das mit einem Kostenaufwand von 80 Millionen Taka abgeschlossen wurde. Das Bildungsministerium finanzierte etwa 74 % der Kosten, während 26 % der Mittel hauptsächlich von Universitäten und Banken kamen. Bevor der Direktverkauf am 3. Januar 2003 begann, waren bereits 4.000 Exemplare der englischen Version und alle bis auf 250 Exemplare der bengalischen Version von der Erstauflage von 5.000 Exemplaren für jede Version vorverkauft. Für eine zusätzliche Auflage von 10.000 Exemplaren standen die Menschen am Tag der Veröffentlichung vor dem Büro der Asiatic Society of Bangladesh Schlange und der Verkauf dauerte bis abends um 21:30 Uhr. Insgesamt wurden am Erscheinungstag 4.500 Exemplare der bengalischen und 2.500 Exemplare der englischen Version verkauft.

## Geschichte der bengalischen Enzyklopädien
Der erste Versuch, eine bengalische Enzyklopädie zusammenzustellen, wurde von Felix Carey (1786–1822) unternommen, dem Sohn des Botanikers und Missionars William Carey aus Serampore und dem ersten Lexikografen der burmesischen Sprache. Im Jahr 1819 begann er mit der Übersetzung der fünften Ausgabe der Encyclopædia Britannica und nannte sie Vidyaharabali. Von Oktober 1819 bis November 1820 wurde das Buch von Felix Carey jeden Monat in 48-seitigen Tranchen gedruckt. Nach seiner Fertigstellung wurde der erste Teil von Vidyaharabali zu dem 638 Seiten umfassenden Vyabachchedvidya zusammengestellt, dem ersten Buch über Anatomie und Chirurgie in Bengali. Anschließend wurde mit der Arbeit am zweiten Teil, Smritishastra, begonnen, der sich hauptsächlich mit der Rechtsprechung befasste. Carey starb jedoch, nachdem nur zwei 40-seitige Teile im Februar und März 1821 gedruckt worden waren.
Es folgte Maharaja Kalikirshna Dev Bahadur's (1808–1974) Sankshipta Sadvidyabali (1833), eine knappe Enzyklopädie. Dann folgte Raja Radhakanta Deb's Sabdakalpadrum (1822–1858), ein enzyklopädisches Sanskrit-Wörterbuch in acht Teilen. Es folgte Rajkrishna Ray (1849–1894) und Saratchandra Dev's (* 1858) gemeinsames Werk Bharatkosh, die erste bengalische Enzyklopädie in alphabetischer Reihenfolge (1880–1892), die in drei Bänden veröffentlicht wurde. Es folgten Reverend Krishna Mohan Banerjee's (1813–1885) Adaption der Encyclopædia Britannica, Vidyakalpadruma oder Encyclopædia Bengalensis (1846–51) und das 22-bändige Bangla Visvakosh (1886–1911), herausgegeben von Nagendranath Basu (1866–1938) mit Beiträgen vieler bedeutender Persönlichkeiten des zeitgenössischen Bengalens.
Nach der Unabhängigkeit Pakistans und der Teilung Bengalens 1947 gab es weitere Versuche, eine Enzyklopädie zusammenzustellen und zu veröffentlichen. Der erste war ein Projekt zur Erstellung einer bengalischen Adaption der Columbia Viking Desk Encyclopedia durch die Franklin Book Programs Inc. im Jahr 1959, das zehn Jahre später abgebrochen wurde. Die unvollendeten Arbeiten wurden in vier ungleichen Bänden als Bangla Vishvakosh (1972) mit Khan Bahadur Abdul Hakim als Chefredakteur zusammengestellt.
Nach der Unabhängigkeit Bangladeschs im Jahr 1971 wurden drei spezialisierte Enzyklopädien veröffentlicht – die mehrbändige Islami Bishwakosh (Enzyklopädie des Islam, 1986) von der Islamic Foundation Bangladesh, die fünfbändige Shishu-Biswakosh (Enzyklopädie für Kinder, 1995) von der Bangladesh Shishu Academy und die vierbändige Vijnan Biswakosh (Enzyklopädie der Wissenschaft, 1998) von der Bangla Academy.

## Inhalt
Banglapedia enthält über 5.700 Einträge, die in sechs Kategorien unterteilt sind: Kunst und Geisteswissenschaften, Geschichte und Kulturerbe, Staat und Regierung, Gesellschaft und Wirtschaft, Naturwissenschaften und Biowissenschaften. Die Erstellung jedes Artikels wurde von einem fachkundigen Redakteur überwacht.
Banglapedia wurde nicht als allgemeine Enzyklopädie konzipiert. Ihr Zweck ist es, ein Standard-Nachschlagewerk für Bangladescher sowie für Menschen zu bieten, die sich für Bangladesch, Bengalisch sprechende Menschen und die damit verbundenen politischen, kulturellen und geografischen Zusammenhänge interessieren.
Die Herausgeber der Enzyklopädie beabsichtigten, die Entstehung des bengalischen Deltas auf der physischen Ebene und seine Entwicklung bis heute sowie die wechselnden Merkmale der Entstehung der Janapada oder menschlichen Siedlungen des Deltas auf der menschlichen Ebene zu behandeln. Letzteres umfasst den Aufstieg und Niedergang von Königreichen, Invasionen aus dem In- und Ausland und deren Folgen, dynastische Herrschaft und Verwaltung sowie andere Aspekte der Vergangenheit und Gegenwart Bangladeschs. Einträge zu Themen nach 1947 sind auf die geografische Region Bangladesch beschränkt. Bei biografischen Einträgen überwiegt jedoch die sprachliche Identität.
Das Themenspektrum von Banglapedia umfasst politische Geografie, Religion, Literatur, Kunst und Architektur, volkstümliche Praktiken und Institutionen, indigene und koloniale Verwaltung, Politik, Gesellschaft, Wirtschaft, Ethnizität und Wissenschaften. Alle 64 Distrikte Bangladeschs sowie 451 Upazilas werden detailliert beschrieben, von topografischen Angaben bis hin zur Anzahl der Milchviehbetriebe und Brütereien. Über 2.000 ein- und vierfarbige Abbildungen zeigen Kunst und Architektur Bangladeschs, das Alltagsleben, Städte und Dörfer sowie Persönlichkeiten. Sie enthält etwa 2.100 Querverweise, kartografische Informationen, Tabellen und Statistiken und ist alphabetisch geordnet; ihr ist ein Essay des Chefredakteurs vorangestellt. Es gibt einen Abschnitt, in dem erklärt wird, wie die Banglapedia zu benutzen ist und in dem Fragen wie Datumssysteme, Mitwirkende, Querverweise und Überschriften geklärt werden.

### Operationale Definition von Bangladesch
Ziel dieses Nachschlagewerks ist es laut Herausgeber, die gelebten Erfahrungen und Errungenschaften der Menschen in Bangladesch von der Antike bis zur Gegenwart zu erforschen, zu interpretieren und zu integrieren. In dem Projekt wird der Begriff „Bangladesch“ begrifflich und territorial so interpretiert, dass er nacheinander das alte Ostindien, das bengalische Sultanat, die bengalische Subah, die bengalische Präsidentschaft, Ostbengalen, Ostpakistan  und Bangladesch bezeichnet. Im Vorwort des Herausgebers heißt es:

„Von der Antike bis 1971 hat sich die politische Geografie der Region häufig verändert, und damit hat sich auch ihr Name geändert. Die verwandten Begriffe Vanga, Bangalah, Vangla, Bengal, Vangadesh, Vangladesh usw. sind sowohl territorial als auch sprachlich am engsten mit dem Begriff Bangla verwandt. Mit dem Aufstieg Bangladeschs zu einem souveränen Nationalstaat hat der Begriff zweifellos eine besondere Bedeutung erhalten. An dieser Stelle sei darauf hingewiesen, dass der Begriff Bangalah oder Bengala, aus dem Bangla und Bengal hervorgegangen sind, von muslimischen Herrschern geprägt und in Umlauf gebracht wurde, deren Verwaltungssitze sich größtenteils auf dem heutigen Gebiet von Bangladesch befanden.“

## Arbeitsgruppe
Mehr als 1.200 Autoren und Fachleute haben an der Enzyklopädie mitgewirkt, davon ein Fünftel ausländische Experten in Bangladesch oder im Ausland tätige Fachleute, zumeist Akademiker, aber auch Fachleute in den Distrikten und Upazilas für die Ortsangaben und Personen aus Berufen und Berufsgruppen. Die Kartografie der Distrikte und Upazilas wurde in dem für die Banglapedia eingerichteten Geografischen Informationssystem (GIS) und kartografischen Labor bearbeitet.
Es wurde eine Gazetteer-Gruppe gebildet, die sich auf Distrikte und Upazilas konzentrierte. Die Tatsache, dass rund 400 lokale Intellektuelle damit beauftragt wurden, über ihre jeweiligen Zilas und Upazilas zu schreiben, wurde als einzigartiger Ansatz der Informationsbeschaffung beschrieben. Darüber hinaus arbeiteten 250 Personen sieben Jahre lang im Forschungsmanagement. Insgesamt waren 2.000 Wissenschaftler und Techniker an dem Projekt beteiligt, von denen etwa 270 Vollzeitmitarbeiter waren und weitere 35 bis 40 Personen nur zu bestimmten Zeiten beschäftigt wurden.
Sirajul Islam ist Vorsitzender des Redaktionsausschusses von Banglapedia und Herausgeber der Zeitschrift der Asiatic Society of Bangladesh. Als Geschichtsprofessor an der University of Dhaka, der ältesten und größten Universität Bangladeschs, gab Islam fünf Jahre vor dem offiziellen Termin für die Pensionierung seinen Beruf auf, um sich Zeit für Banglapedia zu nehmen.
Er hat auch die drei Bände der Geschichte von Bangladesch (politisch, wirtschaftlich und soziokulturell) herausgegeben, die 1991 von der Asiatic Society of Bangladesh veröffentlicht wurden. Er arbeitet derzeit an der Children's Banglapedia und der Cultural Survey of Bangladesh und ist außerdem für das Projekt der National Online Biography der Gesellschaft und des Banglapedia Trust verantwortlich.
Die Enzyklopädie wurde von einem Herausgebergremium (engl. Board of Editors) vorbereitet, dem folgende Personen angehören
- Professor Sirajul Islam vom Fachbereich Geschichte der Universität Dhaka als Vorsitzender und Chefredakteur.
- Professor Sajahan Miah vom Fachbereich Philosophie der Universität Dhaka als Einberufer und leitender Herausgeber.
- Professor M. Aminul Islam als Vorsitzender des Ausschusses für die Projektdurchführung, des Ausschusses für die Mittelverwaltung und des Ausschusses für Kartografie.
- Professor Abdul Momin Chowdhury als Vorsitzender des Ausschusses für Veröffentlichungen.
- Professor S. M. Mahfuzur Rahman als Vorsitzender des Ausschusses für Einkauf und Beschaffung.
- Shahida Alam als Vorsitzende des Ausschusses für Öffentlichkeitsarbeit und Kommunikation und
- Professor Jamilur Reza Chowdhury als Vorsitzender des Ausschusses für Multimedia.[18]

Die Verwaltungsstruktur umfasst insgesamt sechzig Mitglieder, die in sechs verschiedene Unterausschüsse unter der Leitung von sechs Fachredakteuren unterteilt sind. Jeder Unterausschuss deckte ein bestimmtes Fachgebiet ab. Es gab sechs beratende Redakteure, vier Sprachredakteure und drei Übersetzungsredakteure. Jeder Fachredakteur wurde von sechs stellvertretenden und assoziierten Redakteuren unterstützt.
Banglapedias Fachredakteure waren:
- Professor Abdul Momin Chowdhury (Geschichte und kulturelles Erbe).
- Professor Wakil Ahmed (Kunst, Geisteswissenschaften, Religion).
- Professor Mahfuzur Rahman (Gesellschaft und Wirtschaft).
- Dr. Kamal Siddiqui (Staats- und Regierungsführung) und
- Professor S M H Kabir (Wissenschaft und Technologie).[4]

## Elektronische Ausgaben
Die CD-ROM-Version von Banglapedia hat mehr Einträge als die gedruckte Version, zusammen mit 65 Videoclips, 49 Audioclips, 2.714 Bildern und Miniaturansichten und 647 Karten. Die Audioclips enthalten Lieder von Rabindranath Tagore und Kazi Nazrul Islam, während die Videoclips die Rede von Scheich Mujibur Rahman vom 7. März 1971 enthalten. Einige Bilder, die in der gedruckten Version in Schwarz-weiß erscheinen, sind in der CD-ROM-Version farbig.
Die CD-ROM-Version ist für Windows 98, Windows ME, Windows 2000 und Windows NT konzipiert und enthält etwa 70.000 Links und die Möglichkeit, eine persönliche „Favoritenliste“ zu erstellen.
Banglapedia hatte mehrere Online-Adressen, von denen einige jedoch nicht mehr von der Asiatic Society of Bangladesh autorisiert sind.

## Kontroverse
Die Kontroverse über Banglapedia brach schon vor der Veröffentlichung aus, als die Daily Inqilab, ein großer bangladeschischer Zeitungsverlag, einige Einträge über Religion und damit zusammenhängende Themen in die Hände bekam. Es gab auch Beschwerden darüber, dass die Aktivitäten der Bangladesh Jamaat-e-Islami (der größten islamistischen Partei in Bangladesch) während des Befreiungskriegs in Bangladesch nicht erwähnt wurden.
In einer Studie des Nachrichtenportals „Bdnews24.com“ wurde behauptet, dass Banglapedia die indigene Bevölkerung Bangladeschs voreingenommen und ungenau beschreiben würde und dass in der Enzyklopädie abwertende Begriffe wie Mogh für „Marma“ und „Rakhine“, Tipra für „Tripuri“ und Murang für „Mros“ sowie upajati (wörtlich „Untervolk“, was so viel wie „Stammesangehöriger“ bedeutet) verwendet wurden, um sie alle zu definieren.
Führende Vertreter der indigenen Gemeinschaft, darunter das Mitglied des Regionalrats des „Chittagong Hill Tracts Regional Council“ und der Vorsitzende der linken Partei „Parbattya Chattagram Jana Sanghati Samiti“, Rupayan Dewan und der Generalsekretär des Adivasi-Forums, Sanjib Drong, haben die Ergebnisse der Studie bestätigt. Chefredakteur Islam räumte die Beschwerde ein und versprach, die zweite Ausgabe entsprechend zu ändern.